# Codex Askewianes
De Codex Askewianes is een codex die een gnostische tekst bevat die bekend is onder de naam Pistis Sophia. Een codex is een handschrift in de vorm van een boek met ingenaaide katernen en geen boekrol. Naast deze codex en de Nag Hammadigeschriften bestaat de gevonden gnostische literatuur verder uit de Codex Berolinensis Gnosticus 8502 , de Codex Brucianus en de Codex Tschacos
 Pistis Sophia was de eerste gnostische tekst in het Koptisch die in het westen bekend werd. Er is maar één handschrift van bewaard gebleven. Dit handschrift werd omstreeks 1770 in een antiquariaat in Londen aangekocht door de medicus Anthony Askew. Het manuscript kwam in 1785 in het bezit van het British Museum en maakt nu onderdeel uit van de collectie van de British Library. Het manuscript dateert uit de vierde eeuw. De tekst was een vertaling van een oorspronkelijke Griekse tekst, waarvan nooit iets gevonden is. De meest gehanteerde aanname is, dat die Griekse tekst uit omstreeks het midden van de derde eeuw moet dateren. 
De tekst werd in 1845 en 1846 voor het eerst in het Latijn vertaald door Moritz Gotthilf Schwartze. Die vertaling werd pas na zijn dood onder verantwoordelijkheid van Julius Heinrich Petermann uitgegeven. De eerste vertaling in het Frans van Émile Amélineau dateert van 1895. Een Duitse vertaling van Carl Schmidt kwam uit in 1905 en een Engelse vertaling van George Mead in 1921. De meest recente vertaling in het Engels is van Violet MacDermot en dateert uit 1978. 

## Pistis Sophia
Het is een zeer omvangrijke tekst van 148 hoofdstukken. Het bevat gesprekken die Jezus met zijn discipelen na zijn opstanding gedurende elf jaar voerde op de Olijfberg en hen daar verder onderwees. Jezus wordt een keer tijdens hevig natuurgeweld plotseling verheven naar de hemel. Na dertig uur keert hij terug met een veel helderder uitstraling dan daarvoor. 
Het boek bestaat uit vier delen, waarvan de eerste drie duidelijk bij elkaar hebben gehoord. Het vierde is waarschijnlijk een onafhankelijke tekst geweest die oorspronkelijk van oudere datum is dan de eerste drie delen. Boven het tweede boek staat  Het tweede boek van Pistus Sofia . Deze titel is gebruikelijk geworden voor alle vier de delen. 
Het eerste deel begint met een beschrijving van het pleroma. In de gnostiek is pleroma de benaming voor de volheid, de structuur en verblijfplaats van de goddelijke wereld. Pistis Sofia is een van de goddelijke krachten uit het pleroma die in dit verhaal thuishoort in het dertiende eon. In het verhaal is een eon hier zowel een goddelijke kracht als een bewustzijnsniveau tussen hemel en aarde.    
In het eerste deel wordt beschreven waarom en hoe Pistis Sofia uit het pleroma  gevallen is en hoe zij in de wereld van de chaos verkeert. De reden is dat Pistis Sophia  het Licht van de Hoogte gezien had op de sluier van de Schat van het Licht en uit eerbied daarvoor begon te zingen. Vanaf dat moment werd zij door Authades, de Zelfzuchtige alsmede door de Twaalf Eonen onder haar gehaat. Pistis Sophia werd door hen verleid naar beneden te kijken, waar zij een andere entiteit met een licht waarnam. Onbekend met het feit, dat dit een emanatie van de Zelfzuchtige was besloot zij daar heen te gaan en het licht te pakken. In het verhaal wordt duidelijk, dat Pistis Sophia dit deed op basis van haar veronderstelling, dat zij op deze wijze het Licht van de Hoogte kon bereiken. Maar na haar afdaling vanaf het Dertiende Aeon, haar verblijfplaats, werd zij steeds verder in chaos betrokken. 
Het tweede deel handelt dan om de ervaringen van Jezus tijdens de dertig uur van afwezigheid. Jezus vertelt eerst de hiërarchische volgorde van de bewustzijnsgebieden die hij op de tocht naar de hemel passeerde. Jezus vindt Pistis Sofia ( Geloof - Wijsheid) beneden het Dertiende Aeon. Uiteindelijk zag zij Jezus, omringd door licht, schreeuwde naar het Licht van de Lichten, sprak haar berouw over haar handelen uit, waarop Jezus haar bevrijdt uit de chaos. De tekst bevat hierbij een aantal exegeses van religieuze liederen, zoals enkele Psalmen, Oden van Salomo en  Psalmen van Salomo. De inhoud van die exegeses is gerelateerd aan de lotgevallen van Pistis Sophia en de betekenis daarvan voor een gnostisch gelovige. 
Het derde deel handelt over vragen van discipelen en antwoorden van Jezus over hemelse mysteriën en het lot dat zielen na de dood kan wachten. Het vierde deel  handelt onder meer over wel of niet gewenste acties en houdingen, welke straffen er zouden moeten staan op niet te accepteren daden. Het gaat uitgebreid in op een aspect als berouw en op de vraag of het toelaatbaar is de mysteries te onthullen aan anderen. 
De tekst bevat verder veel magische elementen uit de laat-antieke oudheid. Er komen veel magische formules in voor met op zich betekenisloze woorden en vreemdsoortige namen die ook aangetroffen kunnen worden in de Griekse magische papyri. Jezus wordt in de tekst bijvoorbeeld gelijkgesteld met Aberamentho. (Jezus die Aberamentho is ). Het woord Aberamentho is afkomstig uit uit een palindroom dat in vele magische papyri voortkomt. ( Aberamenthooulertheanaxethreluoothnemareba). Deze formule is een omschrijving van de god Thot-Hermes. Jezus wordt dus met Thot-Hermes geïdentificeerd. 
In een van zijn antwoorden over de hemelse mysteriën vermeldt Jezus dat verdere uitleg te vinden is in de Boeken van Jeu. Ook dat is een tekst die zeer veel magische elementen bevat. Er is consensus op het vakgebied dat de Boeken van Jeu in hetzelfde gnostische milieu moet zijn ontstaan als de Pistis Sophia en dat de teksten nauw verwant zijn.   
In veel gnostische literatuur neemt Maria Magdalena een belangrijke plaats in. In deze tekst is zij zeer prominent aanwezig als degene, die de instructies van Jezus beter en vooral sneller begrijpt dan de andere discipelen. Jezus moedigt haar dan ook vaak aan te spreken. Maria, gij benadigde, die Ik in alle mysteriën des Hemels zal inwijden, spreek openlijk, gij wier verstand meer dan dat van al uw broeders gericht is op het Koninkrijk der Hemelen.  
Zoals in vrijwel alle gnostische teksten manifesteert God zich ook hier niet. In deze tekst wordt Hij benoemd als de Onuitsprekelijke, waarover niets bekend is. De val van Sophia uit het pleroma is een kernthema in de gnostische literatuur. Die val veroorzaakt een breuk in het pleroma, het goddelijk domein met zijn hiërarchische structuur van eonen. Het is het gevolg van een streven van Sophia naar iets dat onmogelijk te verwezenlijken is, namelijk de grootheid van God te begrijpen. 